# Geoffrey Claeys
Geoffrey Claeys (ur. 5 października 1974 w Brugii) – belgijski piłkarz występujący na pozycji obrońcy.
Claeys karierę rozpoczął w Cercle Brugge. W 1996 roku przeszedł do holenderskiego Feyenoordu. Spędził tam dwa sezony, w ciągu których rozegrał 45 spotkań. W 1998 roku powrócił do Belgii, podpisując kontrakt z Anderlechtem. Występował tam jednak mało, więc zdecydował się na wypożyczenie do Aalst. Po jego zakończeniu przeszedł do Lierse SK. Później był zawodnikiem Excelsioru Mouscron, gdzie spędził 4 lata. W sezonie 2005/2006 próbował swoich sił w australijskim Melbourne Victory, ale po wygaśnięciu kontraktu, przeszedł do Torhout 1992 KM, gdzie zakończył karierę.
W reprezentacji Belgii Claeys wystąpił 3 razy i zdobył 1 bramkę.